# Довгаль Ігор Васильович
Ігор Васильович Довга́ль (нар. 29 жовтня 1954, Новоолександрівськ, Сахалін) — український зоолог, протистолог, фахівець з інфузорій, професор (2010), доктор біологічних наук (2003), лауреат премії імені І. І. Шмальгаузена НАН України (2004). Автор близько 150 публікацій, зокрема 3 монографій, одна з них у серії «Фауна України» (2013).

## Життєпис
У 1980 році закінчив кафедру зоології безхребетних біологічного факультету Київського державного університету. З 1979 року працював на різних посадах в Інституті зоології НАН України, до виходу на пенсію у 2014 році. У 1989 році захистив кандидатську дисертацію на тему «Щупальцевые инфузории (Ciliophora, Suctoria) Украинского Полесья» і у 2003 році докторську дисертацію на тему «Эволюция, филогения и система щупальцевых инфузорий (Ciliophora, Suctorea)», обидві під керівництвом В. І. Монченка.

## Керівництво дисертаціями
Під керівництвом І. В. Довгаля захищено 9 кандидатських і 1 докторська дисертація, присвячені різноманітним групам безхребетних тварин, наступних фахівців:
- Леонов Сергій Владиславович (наземні молюски, 2005)
- Шевчук Світлана Юріївна (джгутикові, 2008)
- Гапонова Людмила Петрівна (сонцевики, 2009)
- Константиненко Людмила Анатоліївна (інфузорії, 2009)
- Варгович Роберт Стефанович (печерні колемболи, 2010)
- Канана Юлія Петрівна (турбелярії, 2010)
- Балашов Ігор Олександрович (наземні молюски, 2011)
- Алпатова Оксана Миколаївна (черепашкові амеби, 2012)
- Крамаренко Сергій Сергійович (наземні молюски, докторська, 2014)